# Patrick Klein
Patrick Klein (* 1. Januar 1994 in Duisburg) ist ein ehemaliger deutscher Eishockeytorwart, der als Profi zuletzt bei den Löwen Frankfurt aus der DEL2 unter Vertrag stand. Seit 2021 spielt er auf Amateurebene für den Krefelder EV.

## Karriere
Patrick Klein begann seine Karriere als Eishockeyspieler in der Nachwuchsabteilung der Düsseldorfer EG, für deren U18-Junioren er von 2009 bis 2013 in der Deutschen Nachwuchsliga aktiv war. Parallel gab er 2013 sein Debüt für die Herrenmannschaft des EV Duisburg in der Oberliga. Außerdem nahm er für die deutsche Eishockeynationalmannschaft an der Eishockey-Weltmeisterschaft der U18-Junioren 2012 in Tschechien teil.
Ab dem Jahr 2013 spielte Patrick Klein fest für den EV Duisburg, zusätzlich nahm er an der Eishockey-Weltmeisterschaft der U20-Junioren 2014 in Schweden teil.
In der Saison 2014/15 wechselte Klein ins DEL-Team der Krefeld Pinguine, für die er bis 2018 55 DEL-Partien und 5 Spiele in der Champions Hockey League bestritt. Zudem wurde er in der Saison 2016/17 per Förderlizenz an die Kassel Huskies aus der DEL2 ausgeliehen. Im Verlauf der Saison 2018/19 litt er an einer Unterleibsentzündung und fiel bis zum Ende der Saison aus.
Zwischen Mai 2019 und Mai 2021 stand Klein bei den Löwen Frankfurt in der DEL2 unter Vertrag und kam auf 54 DEL2-Einsätze für die Löwen.